# Horisme cuprea
Horisme cuprea är en fjärilsart som beskrevs av Claude Herbulot 1972. Horisme cuprea ingår i släktet Horisme och familjen mätare. Inga underarter finns listade i Catalogue of Life.